# Iscadia producta
Iscadia producta är en fjärilsart som beskrevs av Paul Dognin 1900. Iscadia producta ingår i släktet Iscadia och familjen trågspinnare. Inga underarter finns listade i Catalogue of Life.